# Eva und Adam (1973)
Eva und Adam ist eine vierteilige Schwarz-weiß-Filmproduktion von Horst E. Brandt für das Fernsehen der DDR aus dem Jahr 1973. Sie thematisiert alltägliche Probleme in einer Beziehung und den allgemeinen Konflikt zwischen Mann und Frau. Jeweils ein Ehepaar steht in einem der vier Filme im Vordergrund und alle vier Teile sind in ihrer Geschichte miteinander verknüpft.

## Inhalt

### Gefechte mit Napoleon
Helga Lorenz ist glücklich verheiratet und Mutter zweier Kinder. Doch die tägliche Herausforderung die Familie und ihre Arbeit unter einen Hut zu bringen, bringt sie oft an ihre Grenzen. Sie hatte ihr Abendstudium zum Ingenieur-Ökonom mit „sehr gut“ bestanden und arbeitet mit ihrem Ehemann Hans im gleichen Betrieb. Der Schweißer hatte seine Frau während ihrer schwierigen Zeit der Mehrfachbelastung stets unterstützt und hofft, dass jetzt wieder Ruhe einkehren würde, nachdem das Studium beendet ist. Doch er irrt, denn Helga gehört als Assistentin von Direktor Dr. Bunge zur Betriebsleitung, was unregelmäßige Arbeitszeiten mit sich bringt, da sie sich ihrem Vorgesetzten anpassen und auch viel reisen muss. Allmählich kursieren in der Firma Gerüchte über Pläne, die Schweißerei auszulagern, was für Hans Unsicherheit in seiner berufliche Zukunft bringt. Hinzu kommen Minderwertigkeitskomplexe, da er „nur“ ein einfacher Arbeiter ist, seine Helga dagegen einen Studienabschluss besitzt. Die harmonische Ehe der Lorenz’ gerät noch mehr ins Wanken, nachdem Hans von seinem Freund Edwin erfahren muss, dass sich Helga etwas zu gut mit ihrem Chef zu verstehen scheint, was ihn eifersüchtig werden lässt.
Hans nimmt sich drei Tage Urlaub und verschwindet ohne Helga zu sagen wohin. Insgeheim will er sich in Rostock bei der Werft nach einem neuen Arbeitsplatz umsehen. Er hat Erfolg und erwartet nun von seiner Frau, dass sie mit ihm zusammen nach Rostock zieht, doch Helga ist davon ganz und gar nicht begeistert hat eigene Vorstellungen. Und sie hat gute Argumente, die Flinte nicht so schnelle ins Korn zu werfen und erst einmal abzuwarten, welche Lösung die Firma bezüglich der Schweißabteilung findet. So sprechen sich Helga und Hans aus. Sie beschließen, dass sie die neue Situation und Bevorstehendes gemeinsam bewältigen wollen, gleichberechtigt – mit Liebe, Verständnis und gegenseitiger Achtung.

### Privat nach Vereinbarung
Dr. Reinhold Bertram ist ein engagierter Zahnarzt mit vielen gesellschaftlichen Verpflichtungen, dabei ist seine Privatleben immer mehr zu kurz gekommen und die 20-jährige Ehe steht vor dem Aus. Seine Luise hatte beizeiten zu seinen Gunsten auf ein Studium verzichtet und sich nur der Familie und dem gemeinsamen Sohn gewidmet. Auf jegliche Berufsperspektiven hatte sie verzichtet und ist heute, als Martin groß ist, nur noch für das Heim und den Garten da. Schmerzhaft muss sie feststellen, dass ihr Mann mittlerweile eine Geliebte hat. An sich nicht weiter verwunderlich, denn er verbringt mit seiner Sprechstundenhilfe weit mehr Zeit, als mit seiner Frau. Dennoch bricht für sie eine Welt zusammen und sie spielt zunächst mit Selbstmordgedanken. Nachdem sie sich aber wieder fängt und aus dem gemeinsamen Haus auszieht, wagt sie auf Zuraten und mit Hilfe von Freunden den schwierigen Schritt zurück in die Werktätigkeit. Nach all den Jahren der Abhängigkeit von ihrem Mann fängt sie wieder neu an, als Arbeiterin in der Teppichfabrik.
Trotz aller Demütigung würde Luise aus Liebe die Ehe weiterführen, doch Reinhold will nicht. Er wirft ihr vor, ihm nicht gewachsen und kein geistiger Partner für ihn zu sein. Er besteht auf eine einvernehmliche Scheidung, wozu Luise nicht zustimmen will. Erst ein Gericht entscheidet über die Ehe und spricht die Scheidung aus.
Reinholds Geliebte Erika erwartet ein Kind von ihm, doch sie will auch nach seiner Scheidung nicht zu ihm ziehen und hält auch getrennte Arbeitsstellen für sinnvoll. Damit wird ihm immer mehr klar, dass er sein gewohntes Leben als Pascha nicht mehr weiterführen kann.

### Wieviel Sterne hat der Himmel?
Die 17-jährige Betty, Tochter des Kohlenträgers Lienau, vermisst ihre Mutter. Seit sie die Familie im Stich gelassen hatte, wohnt Betty mit ihrem kleinen Bruder beim Vater. Auch er hat nicht verkraftet, dass seine Frau ihn wegen eines anderen verlassen hatte. Seitdem ertränkt er seinen Kummer im Alkohol, und Betty hat arge Not das verbleibende Geld zum Wirtschaften zusammenzuhalten. Durch die familiäre Belastung hat Betty nur eine Neun-Klassen-Schulbildung, eine abgebrochene Lehre und eine fristlose Kündigung wegen Arbeitsbummelei. Nun soll sie in der Stopferei des Teppichwerks anfangen, in der auch Frau Bertram arbeitet und Erziehung in der Brigade erfahren. Zunächst blockt sie ab, doch dann lebt sie sich im Kollektiv ein. Elli Kramer und Luise Bertram nehmen das Mädchen unter ihre Fittiche. Luise gibt ihr sogar das Zimmer ihres Sohnes in Untermiete. Eigentlich ist Betty nicht so gleichgültig, wie sie tut, sondern wissensdurstig, nur mangelt es ihr noch an Ausdauer und Ehrlichkeit. An den großen Webstühle würde sie sehr gern arbeiten, doch dafür braucht man einen Facharbeiter für Textiltechnik. Nachdem sie sich in den Kranführer Manfred verliebt, besucht sie schließlich die Betriebsakademie. Die beiden verloben sich und wollen heiraten – Bettys Traum von einem geordneten Leben scheint Wahrheit zu werden. Doch Manfred eröffnet ihr eines Tages, dass er zur Armee muss, weil er sich freiwillig für drei Jahre verpflichtet hatte. Aus Enttäuschung und Streit kommt es zum Bruch. In der Folge lässt sich Betty gehen und ist drauf und drann ihre Arbeit und die Weiterbildung hinzuschmeißen. Aber ihre Kollegen und Freunde glauben an sie und sehen nicht tatenlos zu. Sie erhält sogar Nachhilfe von ihrer Lehrerin Vera Schmidt, um den versäumten Stoff nachzuholen. Letztendlich führt sie Arbeit und Schule fort und beschließt sich mit ihrem Manfred auszusöhnen.

### Drum prüfe!
Der geschiedene Betriebsdirektor Stefan Bunge heiratet nach längerer Liaison die emanzipierte, ehrgeizige Vera Schmidt und legalisiert damit ihr Verhältnis zueinander. Doch schon kurz nach der Hochzeit wird ihre Ehe auf die Probe gestellt. Stefan soll vorübergehend in Leipzig den Posten des verunglückten Generaldirektors übernehmen.
Vera hatte ihr Studium mit Auszeichnung und Doktortitel abgeschlossen und sich mittlerweile zur Referentin in der Kreisleitung emporgearbeitet. Auf Dauer gestaltet sich die Fernbeziehung anstrengend, denn die Frischvermählten sehen sich kaum und wenn, kommt es jedes Mal zu Grundsatzdiskussionen und um Prinzipien. Als sicher ist, dass Stefan in Leipzig bleibt werden die Probleme noch größer, denn Vera will eigentlich ihre begonnenen Projekte zu Ende führen. So wehrt sie sich gegen einen Umzug und will nicht zurückstecken. Ein weiterer Streitpunkt ist die Familienplanung, denn Stefan findet, dass es langsam Zeit für Kinder ist, was Vera anders sieht. Sie meint, dass Kinder bei ihrer Arbeit hinderlich wären. Diese unterschiedlichen Standpunkte strapazieren die Ehe der beiden und eine Trennung scheint unausweichlich. In Diskussionen mit Veras und Stefans Freunden und Kollegen offenbaren sich verschiedene Betrachtungen zur Ehe und Gleichberechtigung der Geschlechter. Dadurch sehen die Bunges ihre Fehler ein und finden wieder zusammen. Den letzten Ausschlag gibt jedoch ein Band Liebesgedichte, den Veras Freundin Marie den beiden schenkt.

## Hintergrund
Eva und Adam wurde von der DEFA für das Fernsehen der DDR produziert. Die vierteilige Produktion wurde im September 1973 erstmals auf DDR1 gesendet. Eine Vorpremiere gab es allerdings im ORF2 am 7. Juli 1973. Wiederholungen erfolgten erst 1978, 1995, 1998, 2007 und 2014 bei verschiedenen Sendeanstalten. Für den ersten Teil Gefechte mit Napoleon wurden Motive aus F. Bohnes Beitrag „Wohin gehst Du“ Aus dem Band „Die Frau neben uns“ verwendet. Der letzten Folge Drum prüfe ! ist zugleich eine Wiederbegegnung mit allen Hauptpersonen der ersten Teile.

## Filmübersicht
| Nr. | Titel                          | Erstausstrahlung   | Hauptrollen-Besetzung                        |
| --- | ------------------------------ | ------------------ | -------------------------------------------- |
| 1.  | Gefechte mit Napoleon          | 16. September 1973 | Ursula Karusseit und Dietmar Richter-Reinick |
| 2.  | Privat nach Vereinbarung       | 18. September 1973 | Helga Göring und Rudolf Ulrich               |
| 3.  | Wieviel Sterne hat der Himmel? | 23. September 1973 | Jenny Gröllmann und Frank Schenk             |
| 4.  | Drum prüfe!                    | 26. September 1973 | Angelica Domröse und Horst Drinda            |